# Molav/grå skivlav
Molav/grå skivlav (Lecidea lapicida) är en lavart som först beskrevs av Erik Acharius, och fick sitt nu gällande namn av Erik Acharius. Molav/grå skivlav ingår i släktet Lecidea, och familjen Lecideaceae. Arten är reproducerande i Sverige.